# Do Not Disturb (Joanne Accom)
Do Not Disturb è l'album di debutto della cantante australiana Joanne Accom, pubblicato il 17 settembre 2001 su etichetta discografica Universal Music Australia.

## Tracce
CD, download digitale
1. So Damn Fine – 3:48
2. All Through the Night – 4:02
3. Let's Go Back – 3:52
4. Phoney Baloney – 3:42
5. Jackie (Remix) – 3:49
6. I Don't Know – 3:20
7. Pack Your Bags – 3:25
8. You – 3:35
9. Busted – 3:09
10. Are You Ready (Extended Pump Funk) – 4:20
11. If He Were Mine – 3:33
12. Cuz U Can – 3:13
13. What Kind of Friend Are You – 3:35
14. Hot Hot Crazy – 6:48
15. Don't Stay – 3:44
16. I Don't Know (Remix) – 3:19

## Classifiche
| Classifica (2001) | Posizione massima |
| ----------------- | ----------------- |
| Australia         | 45                |